# Sambuca Val di Pesa
Sambuca Val di Pesa è una frazione del comune di Barberino Tavarnelle.

## Storia
I documenti storici riguardanti il borgo di Sambuca sono pochi.  Da un punto di vista ecclesiastico apparteneva al piviere di San Pietro in Bossolo. Grazie alla sua posizione strategica e geografica il borgo riuscì sempre a mantenere una certa autonomia dai vicini castelli di Semifonte e di Barberino Val d'Elsa ma non dall'Abbazia di Passignano.
Nel suo territorio risulta esistente una piccola chiesa intitolata a San Jacopo e denominata La Canonica. La chiesa era posta in posizione dominate sull'abitato ed era posta nei pressi dello scomparso Castello del Sambuco, citato per due volte nei documenti dell'Abbazia di Passignano: una prima volta nel 1166  (“actum in castro de Sambuco”) e l'altro nel 1168 quando l'abate di Passignano acquista “duo modiora et quattuor stariora terre que sunt in corte de Sambuco”, oltre a questi acquisti nello stesso documento si indica un'ulteriore acquisizione composta dalla piazza del Castello con l'obbligo al affittuario di edificarsi una casa ”et habitare in la semper”.
Nuova testimonianza nel 1215 quando l'abate di Passignano cede a livello di una casa “ in castro Sambuco”.Dai documenti del XII secolo si rileva che il Castello di Sambuca ricopriva una notevole importanza per la sua posizione geografica visto che era posto all'incrocio fra la strada che da Firenze portava verso Siena e poi a Roma e con quella che proveniente dal Chianti portava verso la Val d'Elsa.
Emanuele Repetti nel descrivere il borgo lo pone sulla “ripa sinistra della Pesa” e lo colloca “alla testa del ponte che si disse di Ramagliano”.
Il ponte di Romagliano, ancora oggi esistente, su cui passava l'antica via Regia Romana, esisteva già nel XII secolo visto che appare citato in un documento del 29 ottobre 1179. Successivamente, nel giugno del 1219 e l'8 gennaio 1295, oltre al ponte vengono menzionata l'esistenza di un “borgo del Ponte della Sambuca”. Tuttora nei pressi del ponte sono visibili edifici che presentano caratteri architettonici risalenti al XII secolo e al XIII secolo.
Uno di questi edifici forse era utilizzato come torre di difesa dello stesso ponte; in seguito venne trasformato in osteria come si rileva dalle carte dei Capitani di Ponte.
Il 20 settembre del 1301, la Sambuca è citata in un documento in cui si dice "fu data licenza a due maestri muratori del Comune di Firenze di fabbricare case nel borgo della Sambuca", questo avvenimento indica che il borgo si stava lentamente sviluppando. A gli stessi muratori la licenza venne confermata il 5 gennaio del 1302, e grazie a ciò fu possibile costruire una serie di case lungo le due sponde del fiume Pesa, sia a monte che a valle del Ponte di Ramagliano.
Il nuovo ponte sulla Pesa, chiamato appunto Ponte Nuovo, venne realizzato solo alla fine del XVIII secolo e venne costruito "due miglia più basso… dirimpetto al poggio di Fabbrica", dove attualmente transita la via Cassia. L'antico ponte di Ramagliano venne ampliato nel 1843 e, distrutto durante la seconda guerra mondiale, venne ricostruito nel 1946.
La nascita della zona industriale ha determinato un notevole incremento della popolazione. Grazie allo sviluppo demografico sono state realizzate nuove abitazioni nei pressi del vecchio borgo. Venne anche realizzata la nuova chiesa dei Santi Maria e Jacopo e fu costruito un secondo ponte tra la nuova zona residenziale e il vecchio borgo.

## Economia
Lo sviluppo economico di Sambuca Val di Pesa è stato determinato dalla vicinanza dell'Autopalio, realizzata nel 1965. La vicinanza di questa importante arteria stradale ha consentito, negli anni settanta del XX secolo, l'insediamento dei primi complessi industriali alle porte del borgo. La zona industriale oggi conta oltre 200 aziende che operano in diversi settori produttivi. Vi lavorano oltre 3000 addetti ed è l'area produttiva più importante del Chianti fiorentino.

## Monumenti e luoghi di interesse
- Ponte di Ramagliano
- Chiesa dei Santi Maria e Jacopo alla Sambuca
- Cappella di San Giovanni Gualberto
- Cappella di Sant'Anna

Nei pressi di Sambuca Val di Pesa c'è l'abbazia di Passignano.